# Abutilon hirtum
Abutilon hirtum är en malvaväxtart som först beskrevs av Jean-Baptiste de Lamarck, och fick sitt nu gällande namn av Robert Sweet. Abutilon hirtum ingår i släktet klockmalvor, och familjen malvaväxter. Utöver nominatformen finns också underarten A. h. yuanmouense.

## Bildgalleri

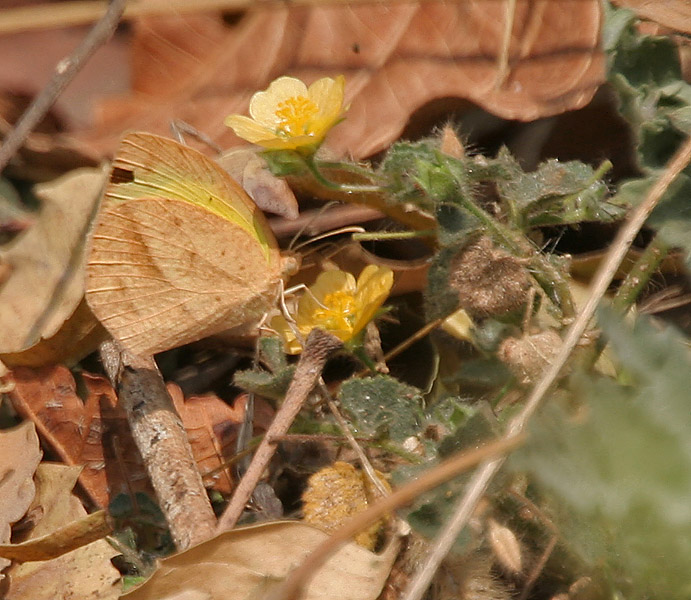
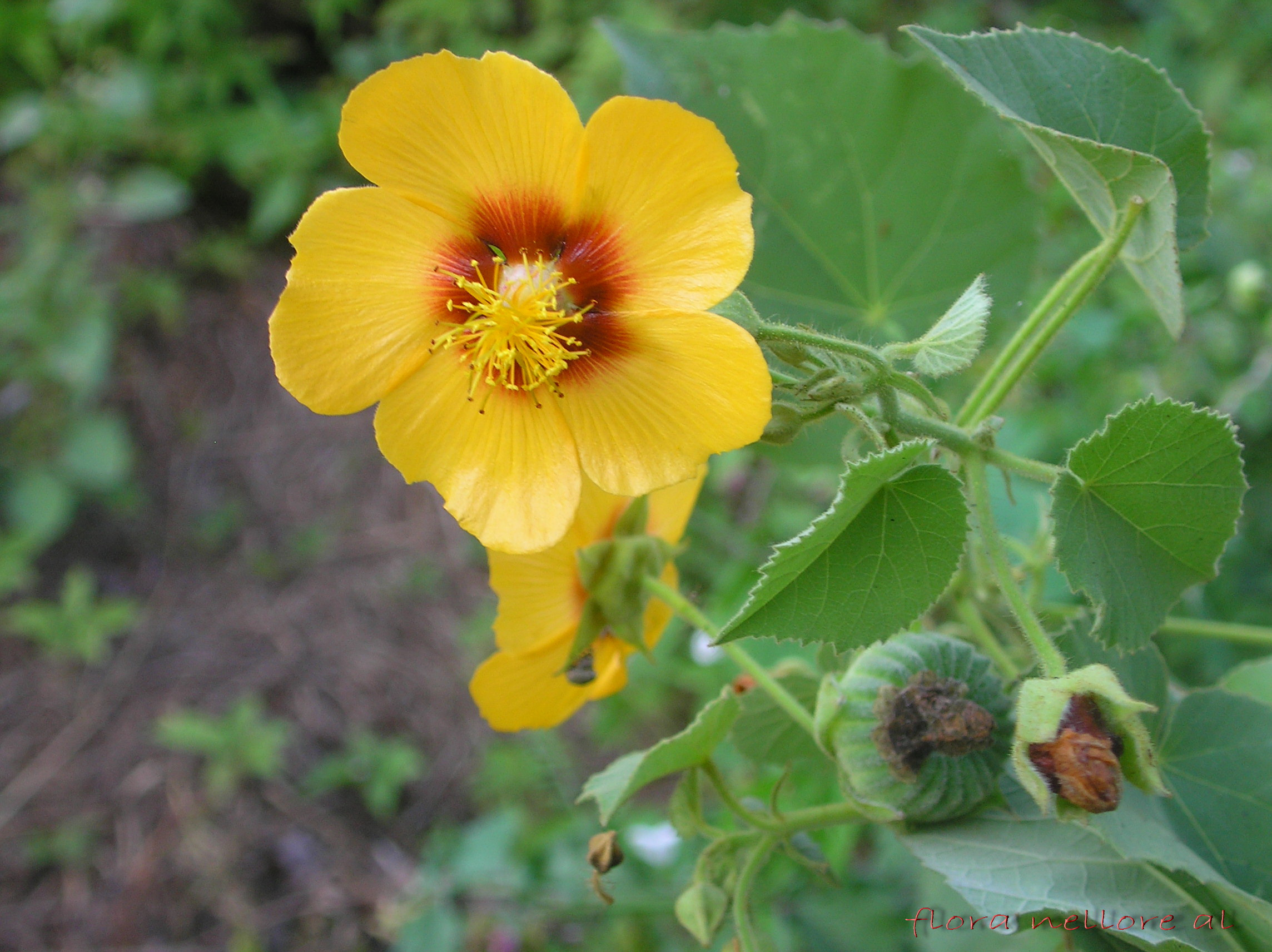